# Quiosque interativo

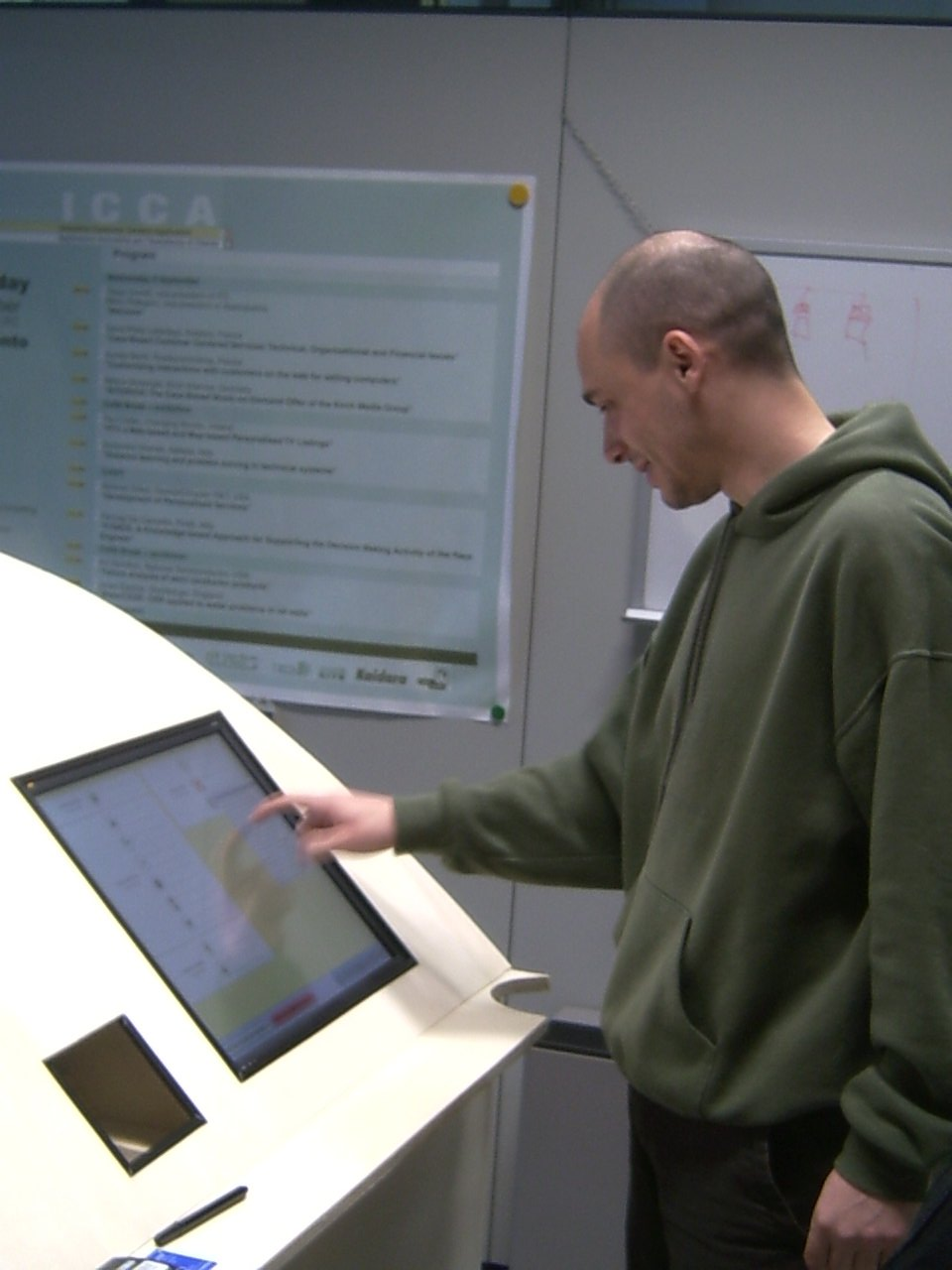
Quiosque interativo.

Quiosque interativo é um espaço (com ou sem cabine) dotado de um computador, ligado a uma rede de informações, em que um determinado público-alvo pode realizar consultas específicas. É conhecido como terminal de autoatendimento.
Um quiosque eletrônico pode ser colocado em diversos locais possíveis, de acordo, é claro, com o tipo de serviço que precisa ser prestado. Por causa dessa facilidade, pode ser encontrado em centro comercial, aeroportos, museus, parques temáticos, centros de convenções, bibliotecas, universidades, empresas e quaisquer outros tipos de estabelecimento, com funções correspondentes aos interesses de cada público. Por isso, pelo menos nos grandes centros urbanos, esse tipo de equipamento se tornou bastante comum e sua utilização idem. Com o avanço tecnológico, os quiosques eletrônicos têm apresentado, cada vez mais, características interativas e podem ser facilmente acionados com um simples toque no/a ecrã/tela, ou dizer de um palavra.

## História
Em 1991, o primeiro quiosque comercial com conexão à internet foi exibido na Comdex. O aplicativo era para localizar crianças desaparecidas.